# Berryville (Teksas)
Berryville – miasto w Stanach Zjednoczonych, w stanie Teksas, w hrabstwie Henderson.